# National Association of Theatre Owners
La National Association of Theatre Owners (« Association nationale des propriétaires de salles de spectacle ») ou NATO est une organisation américaine créée en 1965 et réunissant la plupart des propriétaires des salles de cinéma, grandes chaînes comme indépendants.
Née de la fusion des organisations « Theater Owners of America » et « Allied States Association of Motion Picture Exhibitors », elle permet la diffusion de 26 000 films à travers les 50 États des États-Unis et de nombreux autres pays.
Le magazine BoxOffice est la publication officielle de l'association depuis 2006.

## CinemaCon
L'association organise chaque année depuis 1975 un salon professionnel destiné aux exploitants de salles, le ShoWest. Rebaptisé CinemaCon en 2011, il comprend des projections des films à venir et de films déjà sortis, des séminaires éducatifs, des événements spéciaux ainsi que des remises de prix,.

## American Movie Awards
L'association a créé en 1980 les American Movie Awards destinés à récompenser l'excellence au cinéma. Les deux premières cérémonies, retransmises sur NBC, ont eu lieu en 1980 et 1982 au Wilshire Theater de Beverly Hills et ont honoré entre autres Meryl Streep, Warren Beatty, Clint Eastwood et Steven Spielberg,. En raison de la concurrence des autres cérémonies, l'événement s'est tenu de façon discontinue par la suite (1980 à 1982 ; 2012 ; 2014 à 2018). Rebaptisés CinemaCon Awards en 2011.

### Palmarès 1982

#### Meilleur film
- Les Aventuriers de l'arche perdue (Raiders of the Lost Ark)

#### Meilleur réalisateur
- Steven Spielberg pour Les Aventuriers de l'arche perdue (Raiders of the Lost Ark)

#### Meilleur scénario
- Les Aventuriers de l'arche perdue (Raiders of the Lost Ark)

## CinemaCon Awards
Depuis ses premiers pas en 2011, CinemaCon a évolué et s'est développé pour devenir le plus grand et le plus important rassemblement de l'industrie mondiale du cinéma. CinemaCon est véritablement un événement mondial attirant des participants de plus de 80 pays.
En ce qui concerne CinemaCon 2023, il s'agit de célébrer l'expérience cinématographique, la convention officielle de NATO (National Association of Theatre Owners).

### Palmarès 2015

#### Meilleur casting
- Les Quatre Fantastiques (Fantastic Four) – Jamie Bell, Michael B. Jordan, Kate Mara et Miles Teller

### Palmarès 2016

#### Meilleur casting de l'Univers
- Independence Day: Resurgence - Liam Hemsworth, Jeff Goldblum, Bill Pullman, Maika Monroe, Jessie Usher, Sela Ward, Vivica A. Fox et Brent Spiner